# John Brown (Politiker, 1757)

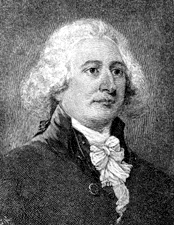
John Brown

John Brown (* 12. September 1757 in Staunton, Colony of Virginia; † 29. August 1837 in Lexington, Kentucky) war ein US-amerikanischer Politiker, der den Bundesstaat Virginia im Kontinentalkongress und im Repräsentantenhaus vertrat und als einer der beiden ersten US-Senatoren aus Kentucky fungierte.

## Leben
John Brown, Sohn eines aus Irland eingewanderten presbyterianischen Geistlichen, erhielt eine gute Ausbildung, die jedoch zeitweise durch den Militärdienst während des Unabhängigkeitskrieges unterbrochen wurde. Er besuchte zunächst die Augusta Academy in Lexington (die heutige Washington and Lee University), dann das College of New Jersey, aus dem später die Princeton University wurde.
Im Jahr 1778 endete seine Zeit auf dem College, als dieses kriegsbedingt seinen Lehrbetrieb einstellte. Im Frühjahr 1780 schrieb er sich am College of William & Mary in Williamsburg ein, das er aber auch schon im Herbst nach der britischen Invasion Virginias wieder verlassen musste. Nach einer weiteren kurzen Dienstphase in der Armee schloss er seine Ausbildung letztlich in der Anwaltskanzlei Thomas Jeffersons in Charlottesville ab. Er wurde in die Anwaltskammer aufgenommen und begann in Danville als Jurist zu praktizieren.

## Politik
Sein erstes politisches Mandat übernahm John Brown 1783 als Mitglied des Senats von Virginia, dem er bis 1788 angehörte. Die Legislative seines Staates ernannte ihn 1787 überdies zum Delegierten im Kontinentalkongress, wo er bis 1788 verblieb. Nach Inkrafttreten der Verfassung wurde er für Virginia in das Repräsentantenhaus des ersten und zweiten Kongresses gewählt.
Im Kongress brachte Brown den Gesetzentwurf ein, der das bis dahin zu Virginia gehörende Kentucky zu einem Bundesstaat machte. Als das Gesetz in Kraft trat, legte er sein Mandat am 1. Juni 1792 nieder, um 17 Tage später gemeinsam mit John Edwards das Amt als erster US-Senator für Kentucky anzutreten. Er wurde zweimal wiedergewählt und hatte von Dezember 1802 bis Oktober 1803 das Amt des Präsidenten pro tempore inne. Während seiner Zeit im Senat trat er der neu entstandenen Demokratisch-Republikanischen Partei bei.

## Weiterer Lebenslauf
Nach seiner Zeit als Politiker wurde John Brown wieder als Anwalt in Frankfort tätig. Er amtierte kurzzeitig als Sheriff des Franklin County und stand dem Gremium vor, das den Bau des Kentucky State Capitol in Frankfort beaufsichtigte. 1836 war er Vorsitzender beim Gründungstreffen der Historischen Gesellschaft von Kentucky.
John Brown, dessen Cousin John Breckinridge ebenfalls Senator für Kentucky sowie US-Finanzminister war, verstarb 1837 in Lexington. Das Haus, in dem er seine letzten Lebensjahre verbrachte, wurde später unter dem Namen Liberty Hall zu einem National Historic Landmark und beheimatet heute ein Museum.